# Міст Ракоці
Міст Ракоці (угор. Rákóczi híd, до 2011 називався Міст Ладьманьоші угор. Lágymányosi híd) — міст в Будапешті, Угорщина, що з'єднує Буду та Пешт через Дунай. Це перший автодорожній міст в Будапешті, який був названий не на честь людини, а на честь району Ладьманьош, також це найпівденніший міст міста і один з новітніх мостів угорської столиці після моста Медьєрі.

## Історія
Будівництво розпочато в 1992 за проектом Тібора Шіграі, відкриття відбулося 30 жовтня 1995. Міст має спеціальні величезні дзеркала, які висвітлюють дорогу рівномірно з 35-метрової висоти.
У 2002 на Пештській стороні неподалік від моста відкритий  Національний театр, у 2005 — Палац мистецтв.
У 2011 перейменований на міст Ракоці.